# Stefan (Romanowski)
Stefan, imię świeckie Symeon Romanowski (ur. 20 czerwca?/1 lipca 1777 na Podolu, zm. 22 listopada?/4 grudnia 1841 w Astrachaniu) – rosyjski biskup prawosławny.
Był synem protoprezbitera z Czeczelnika. W 1791 ukończył Kijowską Akademię Duchowną, po czym został zatrudniony jako wykładowca w Podolskim Seminarium Duchownym. Wieczyste śluby mnisze złożył 21 listopada 1801; nadal pełnił obowiązki wykładowcy, a następnie prefekta tejże szkoły. 25 marca 1809 został rektorem seminarium, otrzymał także godność archimandryty. 14 września 1813 został wyświęcony na biskupa wołyńskiego i żytomierskiego. Po piętnastu latach został przeniesiony na katedrę wołogodzką. W 1841 został skierowany do eparchii astrachańskiej, także jako ordynariusz. W momencie przybycia do Astrachania w lipcu tego roku był już poważnie chory i w grudniu tego samego roku zmarł. Został pochowany w soborze Zaśnięcia Matki Bożej w Astrachaniu.